# NHKおかあさんといっしょ どうようセレクション50
『NHKおかあさんといっしょ どうようセレクション50』（エヌエイチケーおかあさんといっしょ どうようセレクションごじゅう）は、ポニーキャニオンから発売された、速水けんたろう、茂森あゆみのコンピレーション・アルバム。1996年9月20日に発売された。

## 概要
- NHK教育テレビの子供向け番組「おかあさんといっしょ」で放送された、童謡を全50曲収録した2枚組。歌は、8代目歌のお兄さん・速水けんたろう、17代目歌のお姉さん・茂森あゆみ。

## 収録曲

### Disc 1
- CDの色は、ピンク。
- 1.おはなしゆびさん
- 2.ことりのうた
- 3.かえるのがっしょう
- 4.おつかいありさん
- 5.まつぼっくり
- 6.しょうじょうじのたぬきばやし
- 7.どんぐりころころ
- 8.ゆうやけこやけ
- 9.ぞうさん
- 10.おべんとう
- 11.うさぎ
- 12.うれしいひなまつり
- 13.いとまき
- 14.はるがきた
- 15.やぎさんゆうびん
- 16.チューリップ
- 17.げんこつやまのたぬきさん
- 18.ふしぎなポケット
- 19.あめふりくまのこ
- 20.アイアイ
- 21.てをたたきましょう
- 22.こいのぼり
- 23.あかとんぼ
- 24.きしゃポッポ
- 25.とんでったバナナ

### Disc 2
- CDの色は、水色。
- 1.かわいいかくれんぼ
- 2.とんぼのめがね
- 3.ぶんぶんぶん
- 4.おうま
- 5.おべんとうばこのうた
- 6.しゃぼんだま
- 7.めだかのがっこう
- 8.あめふり
- 9.むすんでひらいて
- 10.かたつむり
- 11.サッちゃん
- 12.うみ
- 13.おしょうがつ
- 14.おおきなくりのきのしたで
- 15.たなばたさま
- 16.くつがなる
- 17.ななつのこ
- 18.いぬのおまわりさん
- 19.おなかのへるうた
- 20.ちょうちょう
- 21.こぶたぬきつねこ
- 22.おかあさん
- 23.ゆき
- 24.やまのおんがくか
- 25.おもちゃのチャチャチャ